# Lusignan Margit örmény királyné
Lusignan Margit (Ciprus, 1276 körül – 1296), franciául: Marguerite de Chypre/de Lusignan, görögül: Μαργαρίτα τῆς Κύπρου, örményül: Մարգարիտ Լուսինյան, latinul: Margarita de Leziniaco, regina Armeniae, ciprusi és jeruzsálemi királyi hercegnő és örmény királyné. III. Leó örmény király anyja. I. (II.) János és II. Henrik ciprusi és jeruzsálemi királyok, valamint Lusignan Amalrik ciprusi régens és Lusignan Mária aragóniai királyné húga. A Lusignan(-Poitiers)-ház ciprusi ágának a tagja.

## Élete
A francia eredetű Lusignan(-Poitiers)-család Cipruson uralkodó dinasztiájának ciprusi ágából származott. Apja III. Hugó ciprusi és I. Hugó néven jeruzsálemi király. Anyja Ibelin Izabella bejrúti úrnő.
Lusignan Margitot 12 évesen 1288. január 9-én Torosz örmény királyi herceghez, II. Leó örmény király és Küra Anna lamproni úrnő fiához, valamint a nőtlen és gyermektelen II. Hetum örmény király legidősebb öccséhez és örököséhez adták feleségül. A házasságukból egy fiú, Leó született 1289-ben. 1293-ban Margit férje trónfosztotta a bátyját, II. Hetumot, és önmagát kiáltotta ki királlyá I. Torosz néven. A következő évben, 1294-ben azonban bátyja visszafoglalta a trónját, ezzel I. Torosz rövid uralma véget ért, és már nem sikerült többé visszaszereznie a királyi hatalmat. Margit 1296-ban meghalt, férje újranősült, és egy Ilhanida hercegnőt vett feleségül, Gazan perzsa ilhán egy közelebbről meg nem határozott rokonát, de ebből a kapcsolatából nem született újabb gyermeke, és a trónjaveszett Torosz király 1298. július 23-án elhunyt. Margit fia, Leó herceg 1301-ben örmény király lett, de mivel még kiskorú volt, így nagybátyja, II. Hetum uralkodott helyette.

## Gyermeke
- Férjétől, I. Torosz (1270–1298) örmény királytól, 1 fiú:
  - Leó (1289–1307), III. Leó néven örmény király, felesége az elsőfokú unokatestvére, Lusignan Mária (1293/94–1309 /után/) ciprusi királyi hercegnő, gyermekei nem születtek